# Stidzaeras
Stidzaeras är ett släkte av fjärilar. Stidzaeras ingår i familjen björnspinnare.
Kladogram enligt Catalogue of Life:
| Stidzaeras | \| \| Stidzaeras evora \| \| \| \| \| \| Stidzaeras ockendeni \| \| \| \| \| \| Stidzaeras strigifera \| \| \| \| |
|            | \| \| Stidzaeras evora \| \| \| \| \| \| Stidzaeras ockendeni \| \| \| \| \| \| Stidzaeras strigifera \| \| \| \| |
|            | Stidzaeras evora                                                                                                  |
|            | |
|            | Stidzaeras ockendeni                                                                                              |
|            | |
|            | Stidzaeras strigifera                                                                                             |
|            | |